# Arseniusz (Łazarow)
Arseniusz, imię świeckie Atanas Łazarow (ur. 18 listopada 1986 w Starej Zagorze) – bułgarski biskup prawosławny.

## Życiorys
Ukończył z wyróżnieniem seminarium duchowne w Sofii w 2006, po czym podjął studia teologiczne na Wydziale Teologicznym Uniwersytetu im. św. Klemensa Ochrydzkiego. Rozpoczęte studia ukończył na uniwersytecie św. Paisjusza Chilandarskiego w Płowdiwie, uzyskując w 2009 dyplom z wyróżnieniem.
Wieczyste śluby mnisze złożył 11 kwietnia 2007 przed metropolitą płowdiwskim Mikołajem, w Monasterze Kukleńskim.  Rok później został wyświęcony na hieromnicha, zaś w 2009 został archimandrytą. Służył w metropolii płowdiwskiej i zaliczał się do grona najbliższych współpracowników jej ordynariusza, metropolity Mikołaja, którego też uważa za ojca duchowego. W latach 2008–2010 obsługiwał parafie w Borcu i Gowedare (dekanat płowdiwski), zaś w 2009 został dyrektorem działającej przy metropolii telewizji prawosławnej. W 2012 został proboszczem parafii przy soborze św. Mariny w Płowdiwie.
Nominację biskupią otrzymał 2 lipca 2014, cztery dni później został wyświęcony na biskupa w soborze św. Mariny. Został wówczas biskupem pomocniczym metropolii płowdiwskiej z tytułem biskupa znepolskiego. Jego nominacja i chirotonia biskupia zostały zatwierdzone przez Święty Synod Bułgarskiego Kościoła Prawosławnego w szczególnym trybie i musiały być potwierdzone przez Sobór Kościoła, gdyż regulamin wewnętrzny Kościoła zezwala na wyświęcanie na biskupów jedynie duchownych w wieku powyżej 35 lat. 26 maja 2024 r. Święty Synod mianował go metropolitą sliweńskim.